# 中国海运集团
中國海運集團有限公司，簡稱中國海運、中國海運集團、中海集團，是以航運為主業的大型國有企業集團。公司原是中華人民共和國國務院管理的中國中央企業之一，2016年与中远集团组建中国远洋海运集团。
集團主要經營集裝箱運輸、石油運輸、汽車船運輸和液化石油氣運輸等業務。相關業務還包括碼頭經營、船舶代理、船舶修造、集裝箱製造、供應貿易、金融投資、資訊技術等業務。

集團曾擁有四間上市公司，分別是中海集運A股及H股、中海發展A股及H股、中海科技A股、中海海盛A股。中海海盛已於2015年出售他人借殼上市，現名览海医疗。

## 历史
1997年7月1日，中国海运（集团）总公司（以下简称集团）在上海海运（集团）公司、广州海运（集团）有限公司、大连海运（集团）公司、中国海员对外技术服务公司和中交船业公司等五家交通部直属企业的基础上组建成立，总部设在上海。 
广州海运前身为1949年10月22日接收招商局轮船股份有限公司广州分公司成立的交通部广州海运局，简称“广海”。1993年，交通部批准广州海运管理局改制为广州海运（集团）公司。1996年7月，广州海运（集团）公司依据《公司法》改制成为国有独资有限责任公司，正式更名为广州海运（集团）有限公司（简称广州海运）。
2010年8月5日，上海船舶运输科学研究所整体并入中国海运（集团）总公司。
2015年12月11日，經報國務院批准，中國海運集團總公司整體併入中國遠洋，成為其全資子企業。中國海運集團總公司不再作為國資委直接監管企業，新名稱為「中國遠洋海運集團有限公司」，將成為全球第四大集裝箱海運商，總部將設於上海。
2016年2月18日，由中遠集團、中國海運集團總公司兩大央企航運巨頭重組而成的中國遠洋海運集團公司（簡稱「中國遠洋海運」）今日在上海正式掛牌成立，新集團成立後總資產達6,100億元（人民幣，下同）。

## 旗下公司
- 中海集運
- 中海發展
- 中海綠舟

## 連結
- 中國海運集團總公司